# Fujian (hangarfartyg)
Fujian är ett kinesiskt hangarfartyg i Typ-003 klassen. Fartyget sjösattes den 17 juni 2022 och påbörjade sina första sjötester i maj 2024.
Fujian är kinas tredje hangarfartyg och det första som helt är designat av Kina. De tidigare fartygen i Typ-001 och -002 klassen är antingen byggda i gamla Sovjetunionen eller modifierade kopior av dessa.   

## Design
Fartyget är cirka 320 meter långt, som mest 76 meter brett och har en maximal vikt på cirka 80 000 ton. Det är det största hangarfartyget i världen efter USA:s Nimitz och Gerald.R Ford klasserna och klassificeras som en Supercarrier.
Fuijan är utrustad med ett avancerat katapultsystem för att kunna luftsätta sina planerade stridsflygplan. Detta är ett EM system (elektromagnetiskt) som tidigare endast har använts av USA.

## Luftfartsgrupp
Fujian kommer till en början att ha stridsflyg av typen J-15, vilket är en kinesisk variant av det sovjetiska flygplanet Su-33. Man kommer även bära radarspaningsplan av den inhemska typen KJ-600 ombord och helikoptrar. Det finns även planer att så småningom inkludera 5:e generationens stridsflyg.

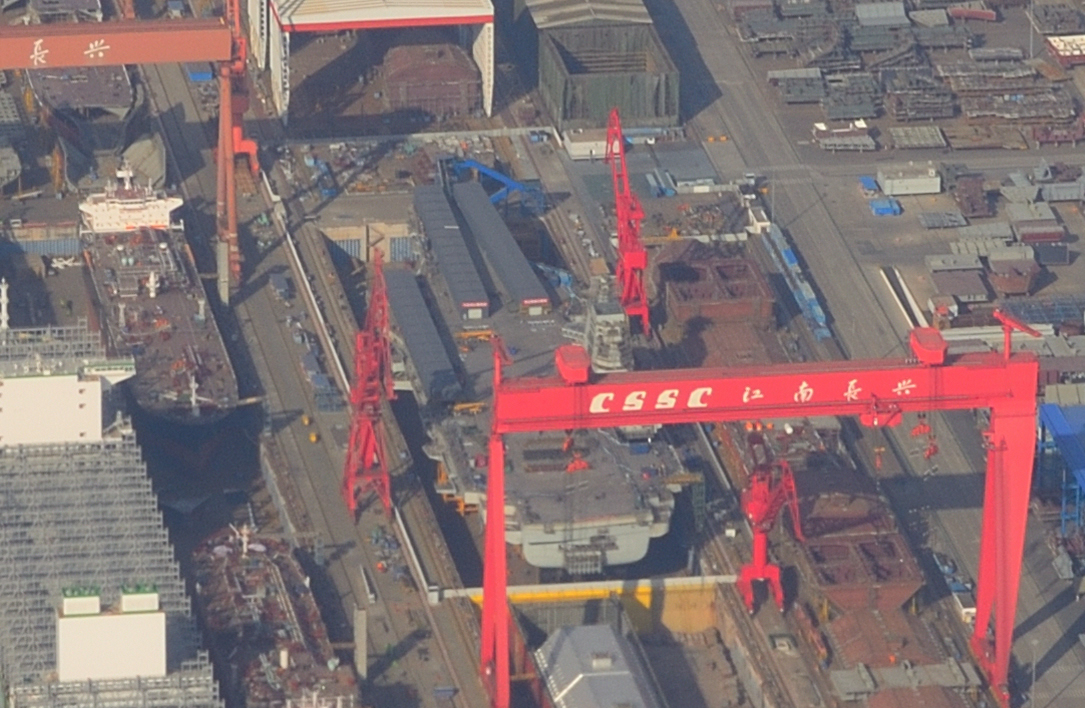
Fujian under byggnation 2022. Notera de containerliknande byggnaderna som döljer katapultsystemen på flygdäcket.